# (38787) 2000 RU45
2000 RU45 (asteroide 38787) é um asteroide da cintura principal. Possui uma excentricidade de 0.14103410 e uma inclinação de 5.78405º.
Este asteroide foi descoberto no dia 3 de setembro de 2000 por LINEAR em Socorro.